# 田尻号

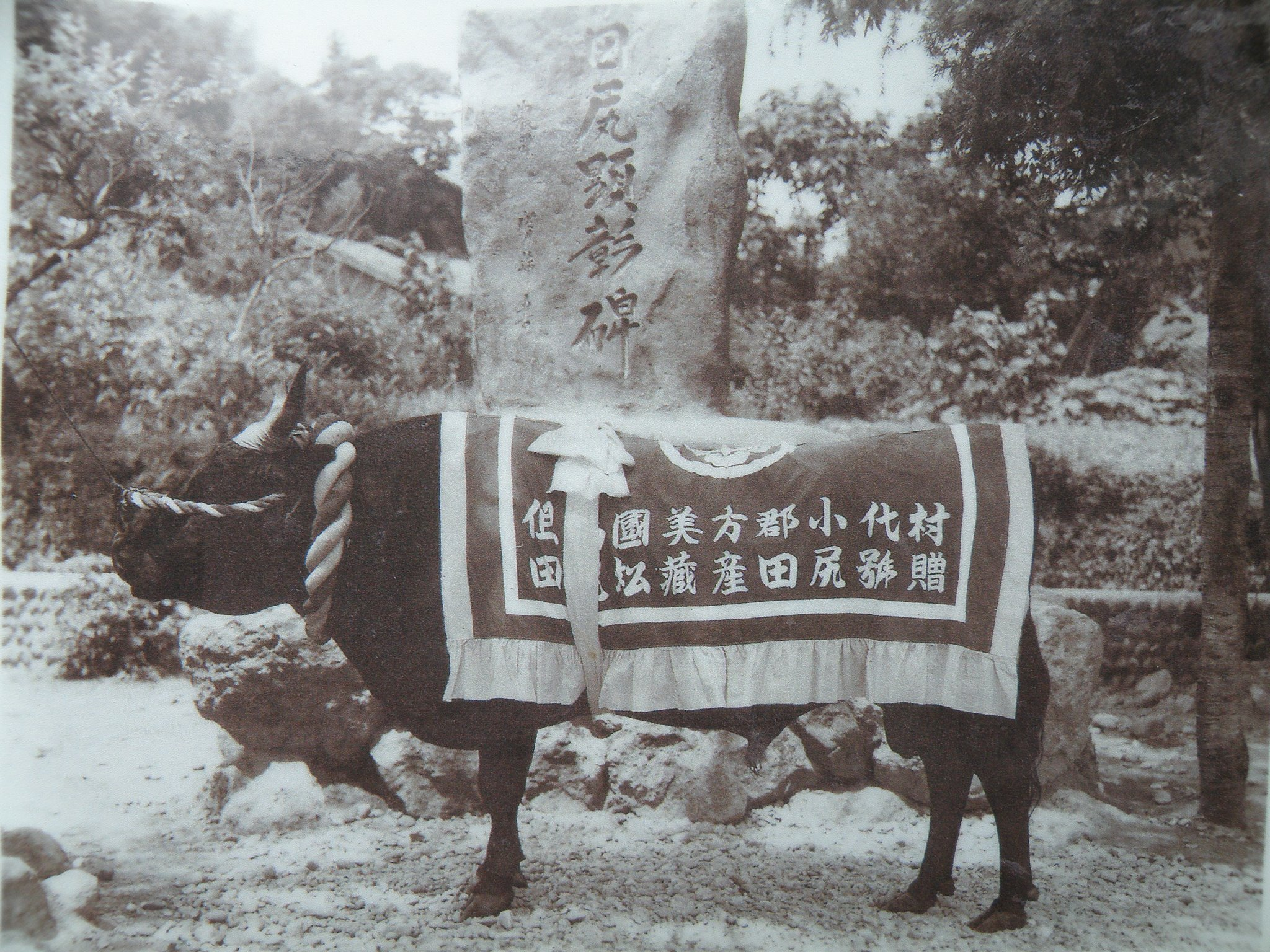
田尻号

田尻号（たじりごう）は、現在の兵庫県美方郡香美町小代区貫田の田尻松蔵宅で1939年（昭和14年）に生まれた但馬牛である。
1954年（昭和29年）まで生き、優秀な種牡牛として、和牛の大半を占める黒毛和種の系統作りに貢献した。
小代観光協会（現在の香美町小代観光協会）が全国和牛登録協会に依頼した調査の結果（2012年（平成24年）2月）によると、日本全国の黒毛和種の母牛の99.9%以上が「田尻」号の子孫である。